# Hamdallah Mustawfi
Hamdallah Mustawfi Qazvini (persa: حمدالله مستوفى قزوینی, romanizado: Ḥamdallāh Mustawfī Qazvīnī; 1281 - después de 1339/40) fue un funcionario persa, historiador, geógrafo y poeta. Vivió durante la última época del Ilkanato mongol y el interregno posterior.
Nativo de Qazvín, Mustawfi pertenecía a una familia de mustawfis (contables financieros), de ahí su nombre. Fue un estrecho colaborador del destacado visir e historiador Rashid-al-Din Hamadani, que le inspiró para escribir obras históricas y geográficas. Mustawfi es autor de tres obras; Tarikh-i guzida ("Extracto de la Historia"), Zafarnama ("Libro de la Victoria") y Nuzhat al-qulub ("La Dicha de los Corazones"), respectivamente. El modo en que Mustawfi conceptualizó la historia y la geografía de Irán fue emulado por otros historiadores desde el siglo XIII.
Está enterrado en un mausoleo en forma de cúpula en su Qazvin natal.

## Biografía

Mapa del Irak persa y sus alrededores. La ciudad natal de Mustawfi, Qazvín, está situada en el noroeste, cerca del Mar Caspio

Mustawfi nació en 1281 en la ciudad de Qazvín, situada en el Irak persa (Irāq-i Ajam), región correspondiente a la parte occidental de Irán. Su familia descendía de los árabes que habían ocupado la gobernación de la ciudad en los siglos IX y X, y que más tarde sirvieron como mustawfis (contadores financieros de alto rango) en el advenimiento de los gaznávidas. El bisabuelo de Mustawfi, Amin al-Din Nasr, había sido el mustawfi de Irak, que desde entonces fue el apodo de la familia. Amin al-Din Nasr, durante su retiro, fue asesinado en 1220 por los mongoles tras el saqueo de Qazvin, durante la invasión mongola de Irán.
A pesar de ello, la familia de Mustawfi siguió sirviendo en gran medida a los mongoles e incluso alcanzó mayor protagonismo durante este periodo; su primo mayor Fakhr al-Din Mustawfi sirvió brevemente como visir del Ilkanato, mientras que su hermano Zayn al-Din fue asistente del destacado visir e historiador Rashid-al-Din Hamadani. La familia de Mustawfi fue, por tanto, una de las muchas familias del Irak persa que alcanzaron la fama durante la época mongola. Pronto surgió la rivalidad entre los iraquíes persas y los ya establecidos Jorasán, en particular entre los Mustawfis y la familia Juvayni, lo que se hace evidente en la obra de Mustawfi, donde se omiten las menciones a los Juvaynis en algunos casos. Mustawfi siguió los pasos de su familia y en 1311 fue nombrado contable de su Qazvin natal, así como de otros distritos vecinos, como Abhar, Zanyán y Tarumayn.

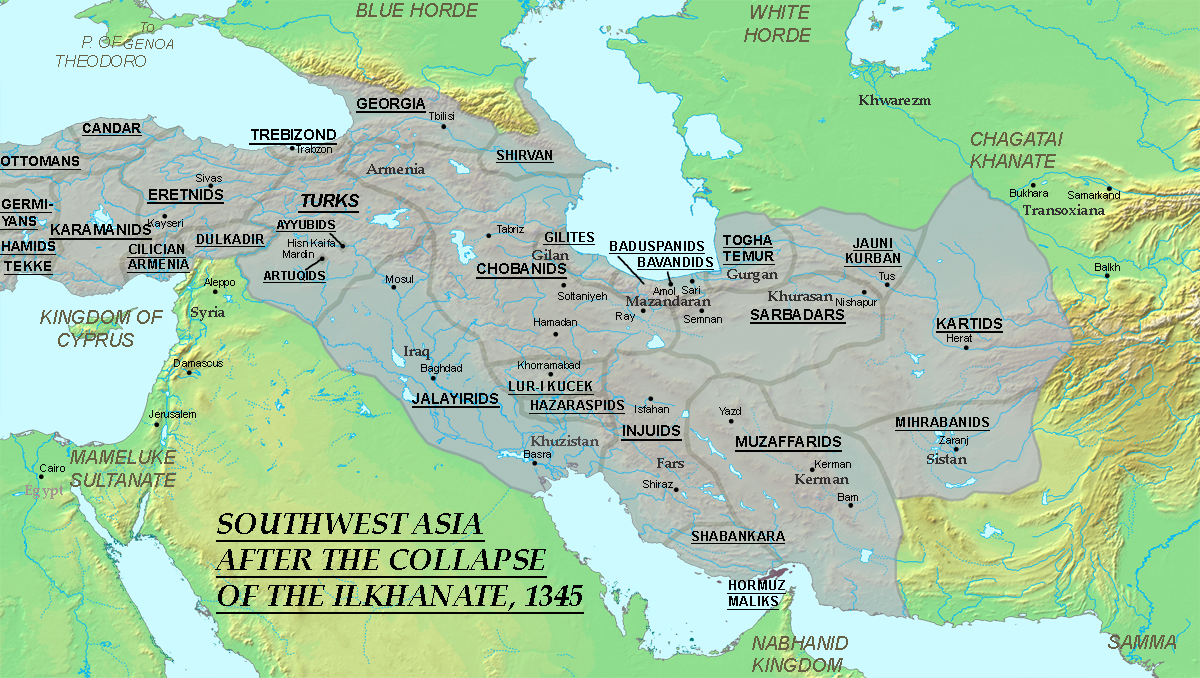
Mapa que muestra la situación política en Medio Oriente en 1345, diez años después de la caída del Ilkanato

Rashid-al-Din lo nombró para este cargo y le hizo interesarse por la historia, lo que le inspiró para empezar a escribir el Zafarnama ("Libro de la Victoria") en 1320, como continuación del Shāhnāmé de Ferdousí ("Libro de los Reyes") de Ferdousí. Completó la obra en 1334, que consta de 75000 versos, en los que relata la historia de la era islámica hasta la época del Ilkanato. Antes, también había escrito una crónica similar; el Tarikh-i guzida ("Historia de los Extractos") en 1330, que fue su primera obra. La crónica, realizada para el hijo de Rashid al-Din Ghiyath al-Din Muhammad, era una historia del mundo, que narraba los acontecimientos de los profetas, los reyes preislámicos de Irán y el mundo islámico. No se sabe nada de la vida de Mustawfi durante el final del Ilkhanato, salvo que viajaba entre Tabriz y Bagdad.
En el verano de 1339, Mustawfi se encontraba en Saveh, trabajando para el yerno de Ghiyath al-Din Muhammad, Hajji Shams al-Din Zakariya, que era el visir del gobernante Yalayerí (r. 1336–1356). Allí trató de ayudar en la gestión del diván, pero pronto se encontró sin trabajo tras la retirada de Hasan Buzurg a Bagdad debido a una derrota ante el príncipe chobaní Hasan Kuchak. Mustawfi dudaba entre volver a su Qazvin natal o huir al sur de Irán, mucho más seguro. Finalmente, optó por marcharse a la ciudad meridional iraní de Shiraz en busca de mejor fortuna, pero se sintió defraudado por la acogida que recibió en la corte del gobernante injuí Amir Mas'ud Shah (r. 1338-1342).
Sin embargo, permaneció allí durante diez meses más, hasta que optó por marcharse debido al caos que se produjo durante la lucha dinástica injuí por el trono. Regresó al norte, donde fue bien recibido en Awa, Sawa, Kashan e Isfahán, y finalmente volvió a Qazvín a finales de 1340. En varios de sus poemas menciona la agitación por la que pasó durante este periodo, y también pasó por la enfermedad (o posiblemente por el aburrimiento), hasta que se recuperó tras obtener la simpatía de un mecenas desconocido, posiblemente Hasan Buzurg. Fue en esta época cuando Mustawfi completó su obra cosmográfica y geográfica "Nuzhat al-Qulub" ("La Felicidad de los Corazones"). Murió poco después de 1339/40 en Qazvín, donde fue enterrado en un mausoleo en forma de cúpula.

## Obras

### Tarikh-i guzida
La primera obra de Mustawfi fue el Tarikh-i guzida ("Historia Resumida"), una historia del mundo que narra los acontecimientos de los profetas, los reyes preislámicos de Irán y el mundo islámico. La obra, basada en el entonces incompleto Zafarnamah, se basó en fuentes anteriores, que Mustawfi acredita de forma exhaustiva. Tarikh-i guzida contiene información importante tras la muerte del monarca del Iljanato Ghazan en 1304. El relato político concluye en un tono positivo, con el nombramiento de Ghiyath al-Din Muhammad como visir del Iljanato. En el penúltimo capítulo se describe la vida de ilustres eruditos y poetas, mientras que en el último se describe Qazvín y se ofrece un reportaje de su historia.

### Zafarnama

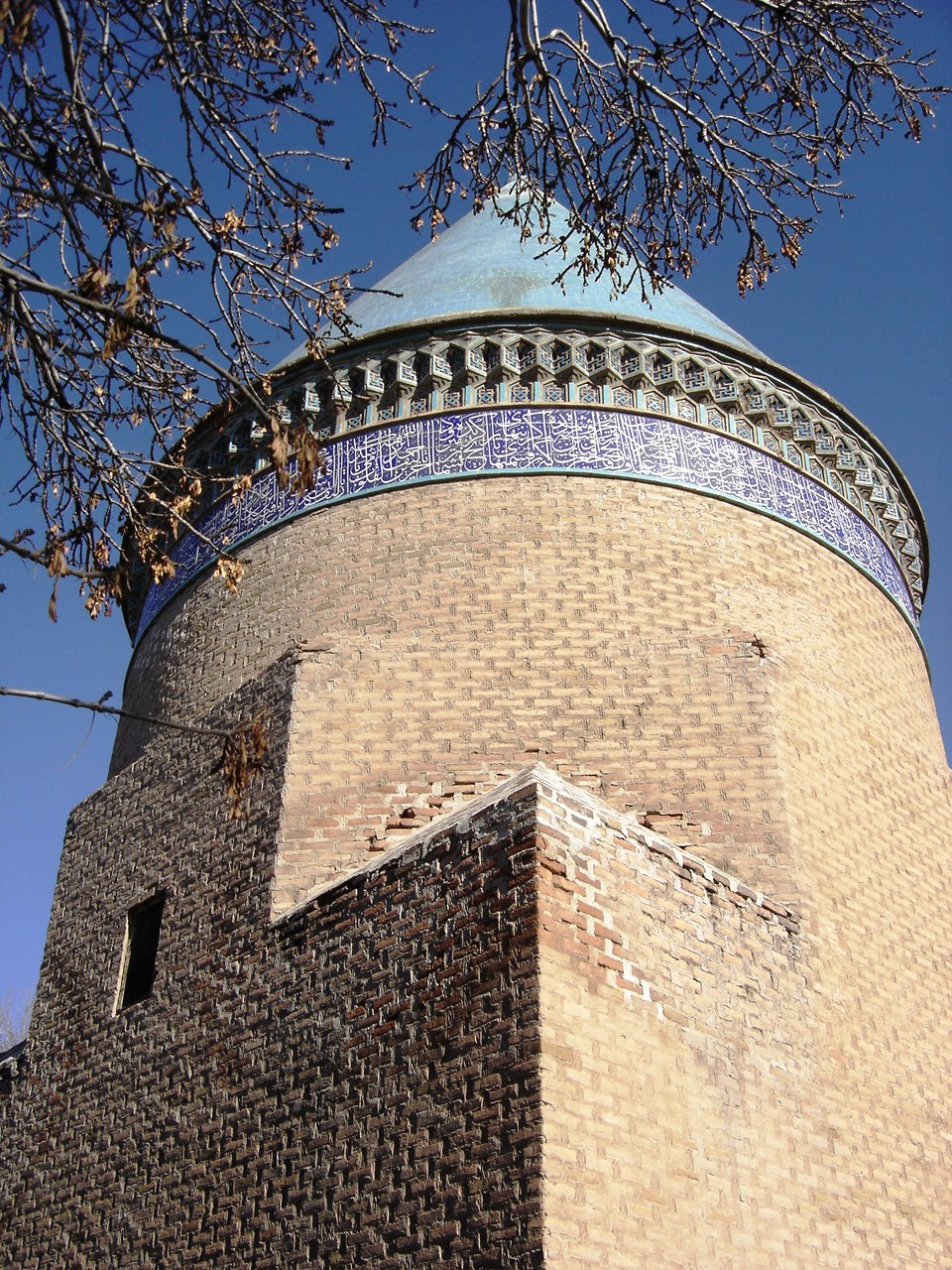
El mausoleo de Hamdallah Mustawfi en Qazvín, Irán

La segunda obra de Mustawfi fue el Zafarnama ("Libro de la Victoria"), una continuación del Shāhnāmé de Ferdousí ("Libro de los Reyes") de Ferdousí. Completó la obra en 1334, que consta de 75000 versos, en los que relata la historia de la era islámica hasta la época del Ilkanato. Aunque la primera parte depende en gran medida de la obra de Rashid al-Din (que Mustawfi también menciona), es menos notable en comparación con su Tarikh-i guzida. La obra también tiene aspectos que se asemejan a la narración en verso contemporánea, el Shahnameh-ye Chengizi, de Shams al-Din Kashani. En cualquier caso, el Zafarnama es una fuente primaria única para el reinado del monarca del Iljanato Öljeitü (r. 1304-1316) y el de su sucesor, Abu Saíd Bahador Jan (r. 1316-1335). La importancia de la obra fue reconocida por el historiador de la época timurí Hafiz-i Abru, que incorporó gran parte de ella en su Dhayl-e Jame al-tawarikh. Al igual que el Tarikh-i guzida, el Zafarnamah tiene una conclusión positiva, con Abu Saíd Bahador Jan sofocando con éxito una revuelta, seguida de la paz. Sin embargo, es posible que Mustawfi terminara su obra antes de tiempo, posiblemente debido a los caóticos acontecimientos que siguieron a la desintegración del Ilkanato. Esto lo corrobora el hecho de que posteriormente compusiera una continuación en prosa del Zafarnama, que menciona la muerte de Abu Saíd Bahador Jan y la agitación que siguió en Irán

### Nuzhat al-qulub
La obra más destacada de Mustawfi es el "Nuzhat al-qulub" ("La Felicidad de los Corazones"), que es prácticamente la única fuente que describe la geografía y los asuntos de la época del Iljanato. La fuente ofrece información vital sobre el gobierno, el comercio, la vida económica, los conflictos sectarios, la recaudación de impuestos y otros temas similares. Al igual que su Tarikh-i guzida y su Zafarnama, Mustawfi rechaza tener experiencia en la materia, y afirma que fue animado por sus amigos a escribir la obra. También pensó que una fuente disponible en persa sería útil, debido a que la mayoría de las fuentes geográficas sobre Irán están en árabe (como las obras de Abu Zayd al-Balkhi y Ibn Khordadbeh).
La obra también se considera una contribución sustancial a la historia etnonacional de Irán. Mustawfi utiliza especialmente el término "Irán" en su obra. Desde la caída del Imperio sasánida iraní en 651, la idea de Irán o Iranzamin ("la tierra de Irán") como entidad política había desaparecido. Sin embargo, permaneció como elemento del sentimiento nacional de los iraníes y se mencionó ocasionalmente en las obras de otros pueblos. Con el advenimiento del Ilkanato, la idea experimentó un resurgimiento. Según el historiador moderno Peter Jackson (2017), el motivo de este resurgimiento fue la caída del Califato abasí en 1258 y la "relativa privación de derechos del Islam político". Mustawfi describe las fronteras de Irán que se extienden desde el río Indo hasta Corasmia y Transoxiana en el este hasta Bizancio y Siria en el oeste, lo que corresponde al territorio del Imperio sasánida. Define las provincias de Irán en 20 capítulos; Irak ("Irak árabe") o el "Corazón de Iranshahr", Irak persa, Arran, Mugán, Shirván, Georgia, Bizancio, Armenia, Rabi'a, Kurdistán, Juzestán, Fars, Shabankara, Kermán, Makrán, Ormuz, Nimruz, Jorasán, Mazandarán, Qumis, Tabaristán y Guilán. Esta forma de conceptualizar la historia y la geografía de Irán ha sido emulada por otros historiadores desde el siglo XIII.

## Creencias
Se dice que Hamdallah era un "chiita convencido", y hay muchas pruebas que apoyan esta afirmación, como su informe detallado de la historia de Los Doce Imanes en el Tarij-i guzida, y el de los barrios chiitas de Irán en el Nuzhat al-qulub. Sin embargo, no le gustaban los chiíes como Sa'd al-Din Savaji, al que se refiere como un rafezi', y tampoco el emir chií, Hajji al-Dilqandi, al que condenó por omitir a los tres primeros califas en la jutba. El iranólogo Charles Melville sugiere que Hamdallah podría haber sido en realidad un shafi'ita, que era la madhab (escuela) predominante en la época en Q'i. (escuela) en la época en Qazvin, y también la escuela de pensamiento de Rashid al-Din Hamadani.